# Chouain
Chouain és un municipi francès situat al departament de Calvados i a la regió de Normandia. L'any 2007 tenia 219 habitants.

## Demografia

### Població
El 2007 la població de fet de Chouain era de 219 persones. Hi havia 79 famílies de les quals 16 eren unipersonals (8 homes vivint sols i 8 dones vivint soles), 25 parelles sense fills i 38 parelles amb fills.
La població ha evolucionat segons el següent gràfic:
Habitants censats

### Habitatges
El 2007 hi havia 84 habitatges, 80 eren l'habitatge principal de la família, 1 era una segona residència i 3 estaven desocupats. Tots els 82 habitatges eren cases. Dels 80 habitatges principals, 67 estaven ocupats pels seus propietaris, 12 estaven llogats i ocupats pels llogaters i 1 estava cedit a títol gratuït; 1 tenia dues cambres, 7 en tenien tres, 17 en tenien quatre i 54 en tenien cinc o més. 70 habitatges disposaven pel capbaix d'una plaça de pàrquing. A 26 habitatges hi havia un automòbil i a 49 n'hi havia dos o més.

### Piràmide de població
La piràmide de població per edats i sexe el 2009 era:
| Homes | Edats   | Dones |
| ----- | ------- | ----- |
| 0     | 95 o +  | 0     |
| 0     | 90 a 94 | 0     |
| 0     | 85 a 89 | 8     |
| 0     | 80 a 84 | 4     |
| 0     | 75 a 79 | 0     |
| 4     | 70 a 74 | 4     |
| 4     | 65 a 69 | 0     |
| 4     | 60 a 64 | 12    |
| 8     | 55 a 59 | 8     |
| 8     | 50 a 54 | 0     |
| 4     | 45 a 49 | 8     |
| 4     | 40 a 44 | 8     |
| 12    | 35 a 39 | 0     |
| 12    | 30 a 34 | 12    |
| 4     | 25 a 29 | 0     |
| 8     | 20 a 24 | 8     |
| 12    | 15 a 19 | 4     |
| 8     | 10 a 14 | 0     |
| 4     | 5 a 9   | 0     |
| 4     | 0 a 4   | 0     |

## Economia
El 2007 la població en edat de treballar era de 122 persones, 97 eren actives i 25 eren inactives. De les 97 persones actives 91 estaven ocupades (50 homes i 41 dones) i 6 estaven aturades (2 homes i 4 dones). De les 25 persones inactives 14 estaven jubilades, 5 estaven estudiant i 6 estaven classificades com a «altres inactius».

### Ingressos
El 2009 a Chouain hi havia 82 unitats fiscals que integraven 241 persones, la mediana anual d'ingressos fiscals per persona era de 18.347 €.

### Activitats econòmiques
Dels 11 establiments que hi havia el 2007, 1 era d'una empresa alimentària, 1 d'una empresa de fabricació d'altres productes industrials, 4 d'empreses de construcció, 1 d'una empresa de comerç i reparació d'automòbils, 2 d'empreses de serveis, 1 d'una entitat de l'administració pública i 1 d'una empresa classificada com a «altres activitats de serveis».
Dels 5 establiments de servei als particulars que hi havia el 2009, 1 era un taller de reparació d'automòbils i de material agrícola, 1 paleta, 1 guixaire pintor, 1 fusteria i 1 electricista.
L'únic establiment comercial que hi havia el 2009 era una fleca.
L'any 2000 a Chouain hi havia 7 explotacions agrícoles que ocupaven un total de 224 hectàrees.

## Poblacions més properes
El següent diagrama mostra les poblacions més properes.